# Material design
A Material design (anyagszerű megjelenés) a Google által fejlesztett, a 2014. június 25-i Google I/O konferencián bejelentett formanyelv (design language). Az először a Google Now-ban látott kartotéklap-motívumok továbbfejlesztve, letisztultabb formában jelennek meg, a rácsalapú elrendezés gyakoribb használatával, reszponzív animációkkal és áttűnésekkel, kitöltésekkel és a mélység hatását keltő effektekkel mint a megvilágítás és az árnyékok vetése. Matías Duarte designer magyarázata szerint „a valódi papírtól eltérően, az általunk  használt digitális anyag képes kiterjedni és intelligensen újraformálódni. Az anyagnak fizikai felszíne és élei vannak. A varratok és árnyékok érthetővé teszik, hogy mely részek reagálnak az érintésre.” A Google állítása szerint az új formanyelvet a papír és tinta alapján gondolták el.
Az material design volt egyik újdonsága az Android operációs rendszer 2014 végén megjelent Lollipop verziójának. A Material designt használja már a Google Drive, a Google Docs, Sheets and Slides, a 37-es verziójú Google Chrome Android alatt, és lépcsőzetesen ki fog terjedni a Google webes és mobiltermékeire egyaránt (beleértve a Google keresőt, a Gmailt és a Google Calendart is), konzisztens élményt nyújtva az összes alkalmazásban és az összes platformon. A Google a külső fejlesztők számára is elérhetővé tette a formanyelv használatához szükséges API-kat.